# 哥倫比亞擬花鱂
哥倫比亞擬花鱂，為輻鰭魚綱鯉齒目鯉齒亞目花鳉科的其中一種，分布於南美洲哥倫比亞的淡水流域，體長可達2公分，屬肉食性，生活習性不明。

## 擴展閱讀
維基物種上的相關：哥倫比亞擬花鱂